# Charly-sur-Marne
Charly-sur-Marne ist eine französische Gemeinde  mit 2.584 Einwohnern (Stand: 1. Januar 2022) im Département Aisne in der Region Hauts-de-France. Sie gehört zum Arrondissement Château-Thierry und zum Kanton Essômes-sur-Marne. Die Einwohner werden Carlésiens genannt.

## Geografie
Die Gemeinde Charly-sur-Marne liegt am Fluss Marne an der Grenze zum Département Seine-et-Marne, 14 Kilometer südwestlich von Château-Thierry. Umgeben wird Charly-sur-Marne von den Nachbargemeinden Domptin und Coupru im Nordwesten und Norden, Essômes-sur-Marne im Norden und Nordosten, Romeny-sur-Marne und Saulchery im Osten, Nogent-l’Artaud im Südosten, Pavant im Süden, Citry im Südwesten, Crouttes-sur-Marne im Westen sowie Villiers-Saint-Denis im Nordwesten. Durch die Gemeinde führt die frühere Route nationale 369.

## Geschichte
Bis 2006 hieß die Gemeinde allein Charly.
Vermutlich ist der Ort römischen Ursprungs. Darauf deuten archäologische Grabungen hin. Karl Martell soll hier einen Hof gehabt haben, sodass daher auch der Name rühren soll. Ab dem 9. Jahrhundert ist der Ort befestigt. Karl der Kahle übertrug die Herrschaft über Charly und die Ländereien an die Abtei Notre-Dame von Soissons. Diese Herrschaft hatte bis zur französischen Revolution bestand. 1652 erlitt Kardinal Mazarin vor den Toren des Ortes eine Niederlage gegen die Hugenotten.
Während des Ersten Weltkriegs kam es hier 1914 in der ersten Marneschlacht zu heftigen Auseinandersetzungen. Unter Alexander von Kluck besetzte die erste Armee des Deutschen Reiches zunächst Charly, um dann kurze Zeit später durch die Britischen Expeditionskräfte wieder aus dem Ort vertrieben zu werden.

### Bevölkerungsentwicklung
| Jahr                       | 1962 | 1968 | 1975 | 1982 | 1990 | 1999 | 2006 | 2013 | 2021 |
| Einwohner                  | 1658 | 1974 | 2055 | 2395 | 2475 | 2727 | 2706 | 2644 | 2581 |
| Quellen: Cassini und INSEE |      |      |      |      |      |      |      |      |      |

## Weinbau
In Charly-sur-Marne werden Weine für die Produktion von Champagner kultiviert. Louis-Émile Morlot kämpfte als Kommunalpolitiker für den Schutz der Bezeichnung. Sein Engagement hatte schließlich Erfolg. Im Jahr 1891 kam es im Vertrag von Madrid zur Anerkennung der Bezeichnung Champagner.

## Sehenswürdigkeiten
- Kirche Saint-Martin aus dem 13./14. Jahrhundert,
- Früherer Konvent des Ordens der Minderen Brüder (Cordeliers)
- Grabmal des Generals Cornette

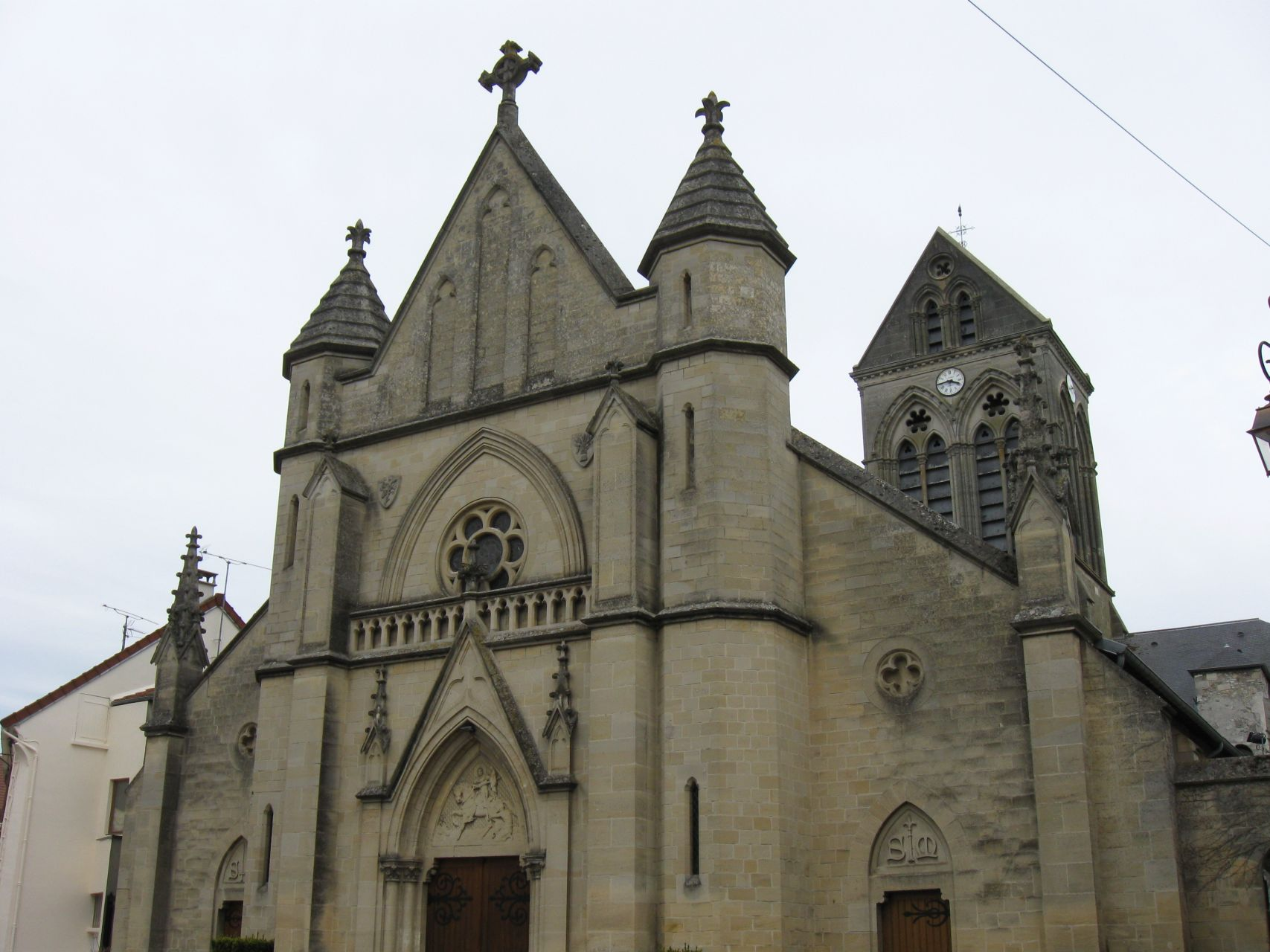
Kirche Saint-Martin
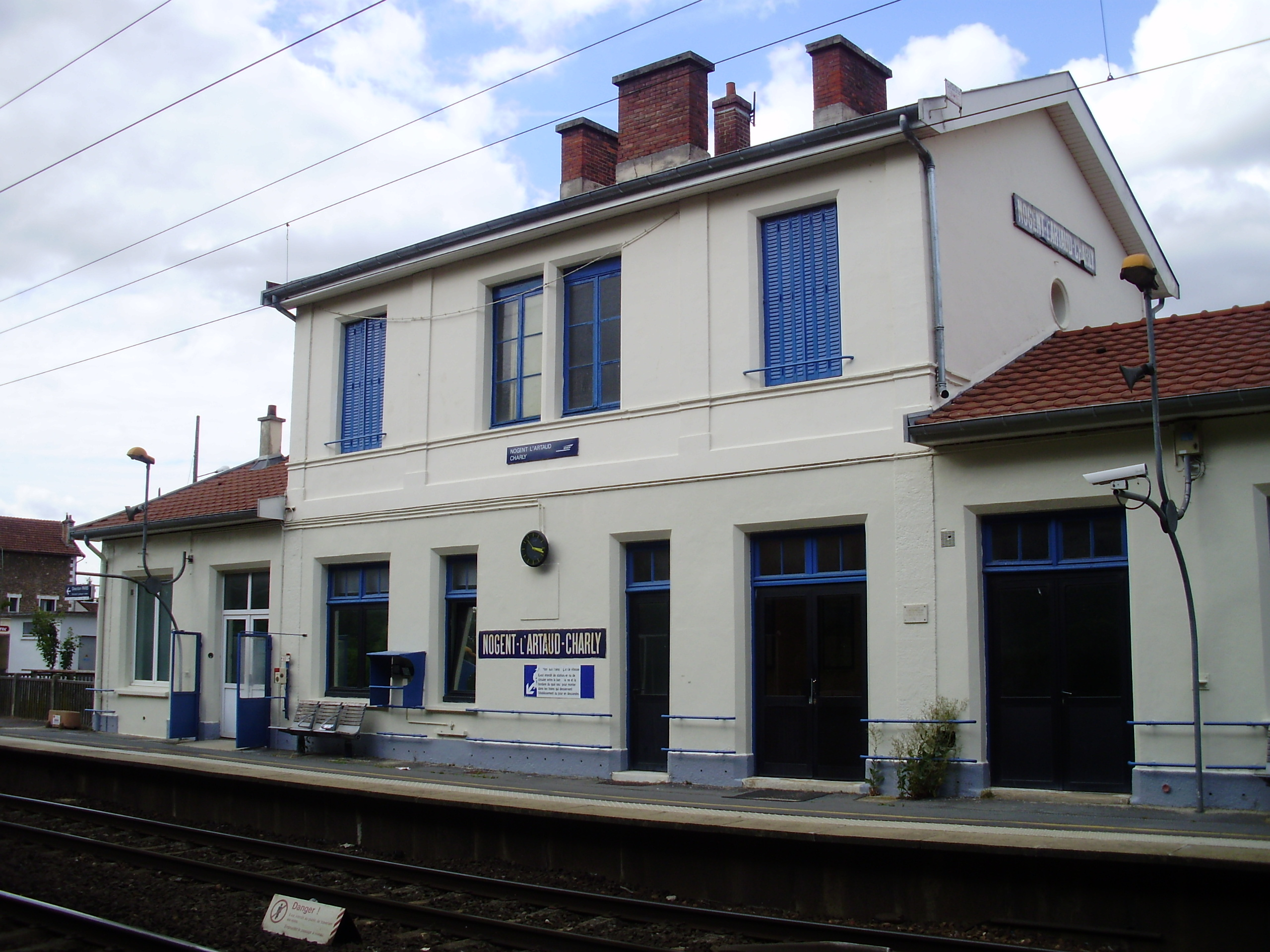
Bahnhof

## Persönlichkeiten
- Médard des Groseilliers (Taufe 1618–zwischen 1695 und 1698), Pelzhändler, in Charly geboren
- Jean-Eugène Buland (1852–1926), Maler
- Louis-Émile Morlot (1859–1907), Kommunalpolitiker und Bürgermeister, kämpfte für den Schutz der Bezeichnung „Champagner“
- Lucien Briet (1860–1921), Schriftsteller und Abenteurer